# Rudolf Noack
Rudolf Noack (30 de março de 1913 - 30 de junho de 1947) foi um futebolista alemão que competiu na Copa do Mundo FIFA de 1934.